# Tussenliggende geldhoeveelheid
De tussenliggende geldhoeveelheid of M2 is een begrip uit de macro-economie en wordt ook aangeduid de 'secundaire' geldhoeveelheid. Het geeft weer hoeveel geld aan kortlopende vorderingen het publiek te vorderen heeft van geldscheppende instellingen. De tussenliggende geldhoeveelheid bestaat uit de som van de maatschappelijke geldhoeveelheid M1, de kortlopende deposito's en spaarrekeningen met een looptijd korter dan twee jaar en deposito's met een opzegtermijn van minder dan drie maanden.